# Unicast
Однонаправленная (односторонняя) передача данных или unicast в теории компьютерных сетей — передача пакетов единственному адресату. Данная схема пакетной маршрутизации данных является прямым противопоставлением широковещательной схеме маршрутизации.